# 國際特赦組織香港分會
國際特赦組織香港分會（英語：Amnesty International Hong Kong，簡稱）於1982年正式成立，是國際特赦組織全球運動150多個國家或地區組織的分會之一。國際特赦組織香港分會是一個關注人權的民間組織，其工作建基於研究和國際社會認可的標準，獨立於任何政府、政治理念、經濟利益或宗教信仰，不接受政府或其他政治組織的捐款，經費來自世界各地會員和公眾的捐款。
自成立以來，組織一直在位於九龍渡船街富利來商業大廈的總部營運，直至2021年7月1日香港國安法通過，員工擔憂其人權工作會觸犯該法而招致法律後果，最終被逼於同年10月31日關閉香港分會；2025年4月，國際特赦組織宣佈在瑞士重新設立香港海外分會。

## 架構
- 財務及行政委員會
- 籌募委員會
- 管治委員會
- 項目委員會
- LGBTI小組
- 青年網絡[3]

## 工作
國際特赦組織香港分會曾進行以下工作：
- 「人權教育」通過學校工作坊和人權教育講座，讓社會人士認識人權的價值。
- 「停止暴力對待婦女運動」支援家庭暴力與性暴力的受害人。
  - 「慰安婦國際行動」：要求日本政府向二戰慰安婦道歉及賠償[4]。
- 「死刑組」推動全球廢除死刑。
- 「東南亞組」監察該區的人權狀況和對相關侵權行為作出抗議。
- 「律師組」組織律師和法律學生提供法律援助。
- 「LGBTI小組」（包括同性戀者、雙性戀者和變性人士）反對性傾向歧視，爭取得到平等對待。
- 「難民組」推動難民在香港的權利和提高公眾的認識。
  - 律師組和難民組安排放映《首爾列車》，一套記述北韓難民處境的紀錄片[5]。
- 「緊急行動網絡」，為人權受侵犯的個人提供國際聲援。
- 「直接募捐計劃」派出籌募大使到本地社區，徵募新會員、籌款和向公眾宣傳。

### 人權新聞獎
一年一度的「人權新聞獎」由香港記者協會、香港外國記者會及國際特赦組織香港分會聯合主辦，為表揚新聞工作者就有關人權範疇的專業及傑出報道而設，參賽作品的內容必須為《世界人權宣言》內保障之各項權利，與香港或亞洲地區有關，並曾在以香港及澳門讀者為主的刊物或電子傳媒刊登或播出，在亞洲地區設有分局的新聞機構及該等機構駐區內的特派員亦可參選，包括海外媒體的記者或攝影記者。
第十三屆「2008年度人權新聞獎」得獎作品包括榮獲報章新聞英文作品大獎的南華早報《緬甸—猜疑奪去性命》（Myanmar: Where paranoia costs lives）及《緬甸—生還者的掙扎》（Myanmar: The survivors' struggle ）、電視英文作品優異獎無線電視《明珠檔案：貧窮問題》（The Pearl Report: The problem with poverty）、報章新聞中文作品大獎蘋果日報《學者聯署〈08憲章〉籲中共憲改遭打壓 劉曉波被拘 公安抄家》、報章特寫中文作品大獎蘋果日報《天水圍倫常慘劇一周年系列》、漫畫中文作品大獎蘋果日報尊子《等你一票》、電台節目中文作品大獎商業電台李慧玲《聲音黃絲帶》、電視節目中文作品大獎無線電視《變革三十年：不走回頭路》等。

### 國際不再恐同日
國際同性戀組織「ILGA」於2005年首次發起「國際不再恐同日」（International Day Against Homophobia & Transphobia），希望世人關注對同性戀的恐懼，因性傾向及性別認同，而產生一切加在肉體上及精神上的暴力及不公平對待。「國際不再恐同日（香港區）」，簡稱IDAHO (HK)，由國際特赦組織香港分會與「還我本色」（聯席）、「香港女同盟會」、「午夜藍」、「香港十分一會」、「香港性學會」、「香港同志特區」及「香港彩虹」聯合籌辦。2009年5月17日舉行第5屆香港區遊行集會，促請香港政府立即為性傾向及性別認同歧視立法及打倒歧視怪獸、反對白色恐怖、還我同志平權。